# Marta Calvó
Marta Calvó García (Barcelona, 3 de enero de 1962) es una actriz española de cine, teatro, televisión y doblaje.

## Biografía
Marta Calvó nació en Barcelona el 3 de enero de 1962.
Graduada en Interpretación por el Instituto del Teatro de Barcelona, estudió durante un año en la Escuela de Actores de Barcelona y cuatro con Margarita Sabartés trabajando la voz. Tiene una extensa experiencia como actriz de teatro, donde ha representado más de 25 obras a lo largo de su carrera profesional. Además, ha representado numerosas obras en catalán y ha trabajado con directores tan representativos como Pilar Miró, Josep Maria Flotats (al que considera su padre teatral) y Adolfo Marsillach.
Además, también es extenso el trabajo de Marta Calvó en diferentes producciones de televisión, sobre todo, catalanas. La fama a nivel nacional le llegó en el año 2005 de la mano de la serie de intriga Motivos personales, gracias a la interpretación de la “mala malísima” de la serie: Virginia Palazón, la fría abogada de los Laboratorios Acosta.
También estuvo trabajando en la serie Círculo rojo, de los mismos creadores de Motivos personales, donde interpretaba a Montse. El 15 de julio de 2007 finalizó la representación de la obra Las brujas de Salem en el Teatro Español de Madrid.
Participó en la serie Amar en tiempos revueltos de TVE durante su tercera temporada, la cual le reportó grandes éxitos. En 2008 fue nominada como mejor actriz de reparto por la Unión de Actores por Amar en tiempos revueltos, tras ser finalista en los premios TP de Oro como mejor actriz. También se la ha podido ver como invitada en el programa Pasapalabra.
El 2009 se perfiló como el mejor año para Marta Calvó en lo que a trabajo se refiere. Protagonizó los dos capítulos de la miniserie de TV El castigo: primera miniserie española nominada a los premios Emmy. Hizo una colaboración especial en un capítulo de la serie Acusados, protagonizada por Blanca Portillo y de los creadores de Motivos personales. Formó parte del reparto en la película Enrique de Navarra, y participó además en la serie Los misterios de Laura para TVE, en La que se avecina y en la fallida serie de Cuatro, Los exitosos Pells.
El 2010 comenzó con la grabación de la adaptación para Antena 3 de la novela Pasión de gavilanes que se emitió con el nombre de Gavilanes, cuyo estreno fue un éxito rotundo para la cadena. Ha participado además en el telefilme La Duquesa. 
En 2012 ha participado en el reparto de Los protegidos interpretando a Madre en la tercera y última temporada de la serie. En 2013 aparece como personaje episódico en la serie de Antena 3 Gran Hotel, interpretando a la madre de Laura, la novia de Javier Alarcón.
A mediados de 2013, ficha por Gran Reserva: El origen para dar vida a Clotilde Ontiveros, la mujer del alcalde de Lasiesta.
Reside en Brunete, Madrid junto a sus dos hijas.

## Filmografía

### Cine
| Año  | Película      | Director        |
| ---- | ------------- | --------------- |
| 2020 | Adú           | Salvador Calvo  |
| 2005 | Habana Blues  | Benito Zambrano |
| 1996 | David (corto) | Carles Sans     |

### Películas para televisión
| Año  | Película                 | Director          |
| ---- | ------------------------ | ----------------- |
| 2014 | El clavo de oro          | Antonio del Real  |
| 2010 | Enrique de Navarra       | Jo Baier          |
| 2009 | Desátate                 | Jesús Font        |
| 2008 | El castigo               | Daniel Calparsoro |
| 2006 | Masala                   | Salvador Calvo    |
| 2004 | Falsa culpable           | Carles Vila       |
| 1998 | Dues Dones (Dos mujeres) | Enric Folch       |

### Televisión
| Año       | Serie                               | Personaje                               | Cadena                | Episodios     |
| --------- | ----------------------------------- | --------------------------------------- | --------------------- | ------------- |
| 1993      | Quico                               | Mercè                                   | TV3                   | 1 episodio    |
| 1994      | Poblenou                            | Kati                                    | TV3                   | 50 episodios  |
| 1995      | Oh! Espanya (Euskadi)               | Núria                                   | TV3                   | 1 episodio    |
| 1995      | Pedralbes Centre                    | Bibi                                    | TV3                   | 1 episodio    |
| 1996-1997 | Sitges                              | Lluïsa Ortega                           | TV3                   | 32 episodios  |
| 1997      | Para qué sirve un marido            | Esther                                  | La 1                  | 3 episodios   |
| 1998      | Laura                               | Natàlia                                 | TV3                   | 1 episodio    |
| 1998-2000 | Laberint d'ombres                   | Matilda 'Mati' Uribarri                 | TV3                   | 61 episodios  |
| 2000      | Andorra, entre el torb i la Gestapo | Victòria                                | TV3                   | 2 episodios   |
| 2002      | Majoria absoluta                    | Francesca                               | TV3                   | 1 episodio    |
| 2002      | Psico express                       | Lucía Ferrer                            | TV3                   | 1 episodio    |
| 2005      | Motivos personales                  | Virginia Palazón / Victoria Castellanos | Telecinco             | 27 episodios  |
| 2006      | Génesis, en la mente del asesino    | Pilar                                   | Cuatro                | 1 episodio    |
| 2007      | Círculo rojo                        | Montse Capdevila                        | Antena 3              | 12 episodios  |
| 2007-2008 | Amar en tiempos revueltos           | Regina Caballero                        | La 1                  | 218 episodios |
| 2008      | El castigo                          | Ara                                     | Antena 3              | 2 episodios   |
| 2009      | Acusados                            | Ariadna                                 | Telecinco             | 1 episodio    |
| 2009      | La que se avecina                   | Paqui                                   | Telecinco             | 1 episodio    |
| 2009      | ¿Quién mató a Hipólito Roldan?      | Regina Caballero                        | La 1                  | 2 episodios   |
| 2009      | Los misterios de Laura              | Noelia Quintana                         | La 1                  | 1 episodio    |
| 2009      | Los exitosos Pells                  | Marcela Núñez                           | Cuatro                | 7 episodios   |
| 2010      | La duquesa                          | Sra. Hermosilla                         | Telecinco             | 2 episodios   |
| 2010      | Gavilanes                           | Eva Suárez                              | Antena 3              | 16 episodios  |
| 2010      | Infidels                            | Sònia Besora                            | TV3                   | 9 episodios   |
| 2011      | La sagrada família                  | Consellera                              | TV3                   | 1 episodio    |
| 2012      | Los protegidos                      | Madre                                   | Antena 3              | 13 episodios  |
| 2012      | Bandolera                           | Tía Aurora                              | Antena 3              | 5 episodios   |
| 2013      | Gran Hotel                          | Mercedes                                | Antena 3              | 3 episodios   |
| 2013      | Mario Conde, los días de gloria     | Rosa Conde                              | Telecinco             | 2 episodios   |
| 2013      | Gran Reserva: El Origen             | Clotilde Ontiveros                      | La 1                  | 82 episodios  |
| 2014      | Ciega a citas                       | Araceli                                 | Cuatro                | 4 episodios   |
| 2014      | Hermanos                            | Redactora jefa                          | Telecinco             | 1 episodio    |
| 2015      | Merlí                               | Bàrbara                                 | TV3                   | 1 episodio    |
| 2015-2017 | La Riera                            | Tere Díez                               | TV3                   | 12 episodios  |
| 2016      | Mar de plástico                     | Guardia Civil                           | Antena 3              | 3 episodios   |
| 2017      | Mónica Chef                         | Ángela                                  | Disney Channel Italia | 16 episodios  |
| 2018      | Sabuesos                            | Directora colegio                       | La 1                  | 1 episodio    |
| 2018-2020 | Servir y proteger                   | Elvira Soler                            | La 1                  | 252 episodios |
| 2019      | Matadero                            | Teresa                                  | Antena 3              | 10 episodios  |
| 2019      | 45 revoluciones                     | Madre de Diego                          | Antena 3              | 2 episodios   |
| 2024      | Regreso a Las Sabinas               | Silvia Mellado                          | Disney+               | 70 episodios  |
| 2025      | Sueños de libertad                  | Clara                                   | Antena 3              | ¿? episodios  |

### Teatro
- Mundo obrero (2018), de Alberto San Juan
- Masacre. Una historia del capitalismo español (2017-2018), de Alberto San Juan
- La pechuga de la sardina (2015), de Lauro Olmo
- Marca España (2014), de Alberto San Juan
- La más triste de todas las historias (2014), de Alberto San Juan
- Las niñas no deberían jugar al fútbol (2013-2014), de Marta Buchaca. Teatros del Canal, Madrid.
- El secuestro de la banquera (2014), de Esteve Ferrer.
- Encierros (2013), de Lluís Basella.
- Las Tesmoforias (2013), de Aristófanes.
- Cosi fan tutte (2013), de Haneke.
- ¡Manos quietas! (2010), de Esteve Ferrer.
- Las brujas de Salem (2007), de Alberto González Vergel.
- Celobert (2004), de David Hare.
- Maria Rosa (2003-2004), de Ángel Guimerá.
- Seis personajes en busca de autor (2003-2004), de Pirandello.
- El paradís oblidat (2002), de David Plana.
- Sum vernis. Verdaguer o fals (2002), de L.Soler y Òscar Molina.
- I mai no ens separarem (2001), de David Plana.
- Rumors (1999), de Neil Simon.
- Paraules encadenades (1998-1999), de Jordi Galcerán.
- L'auca del senyor Esteve (1997-1998), de Santiago Rusiñol.
- Pel davant i pel darrera, (1996), de Michael Frayn.
- Les dones d'en Jake (1995), de Neil Simon.
- Cristales rotos (1994), de Arthur Miller.
- La filla del mar (1994), de Àngel Guimerà.
- Las amistades peligrosas (1993), de Christopher Hampton.
- Un dels últims vespres de carnaval (1993), de Carlo Goldoni.
- La missió (1992), de Carme Portaceli.
- Lorenzaccio (1990), de Alfred de Musset.
- El misantrop (1989), de Molière.
- El dret d'escollir (1989), de B. Clark.
- El buen Doctor (1988), de Neil Simon.
- Fedra (1987), de Racine.
- El despertar de la primavera (1986), de Frank Wedekind.
- México en el exilio (1986), de Josep Montanyès.

## Premios
| Año       | Categoría                                                                               | Película u Obra teatro                | Resultado |
| --------- | --------------------------------------------------------------------------------------- | ------------------------------------- | --------- |
| 2013-2014 | Premio "Mi butaquita" como Mejor Actriz de Teatro                                       | Las niñas no deberían jugar al fútbol | Ganadora  |
| 2008      | Premios Festival de Montecarlo a mejor actriz dramática                                 | Amar en tiempos revueltos             | Finalista |
| 2007      | Premios de la Unión de Actores a mejor actriz secundaria                                | Amar en tiempos revueltos             | Finalista |
| 2000      | Premio Margarita Xirgu a mejor actriz                                                   | Celobert                              | Ganadora  |
| 1994      | Premio de la Asociación de Actores y Directores de Cataluña a la Mejor Actriz de Teatro | La hija del mar                       | Ganadora  |

## Doblaje
Trabajos de doblajes ordenados por personaje y su respectiva serie o película:
- Trunks niño, en Bola de Drac Z
- Yajirobai, en Bola de Drac
- Son gohan, en Bola de Drac Z - Les pel-lícules (sustitución de doblador inicial)
- Son gohan, en Bola de Drac Z (sustitución de doblador inicial)
- lrike von Seydlitz-Gable, en La nit dels generals
- Amazon Annie, en Irma, la douce
- Aminah, en Els invasors
- Claudia, en Els maniacs sentimentals
- Sorsha, en Willow
- April O´Neil, en Les fabuloses tortugues ninja
- Maria Singleton, en Montana
- Jo Christman, en Persecució mortal
- Nancy, en Terminator
- Lois Clarke, en Cita D´amor
- Señora Duran, en David
- Milena Brava, en La ciutat amagada
- Artista, en la Dolce Vita
- Lucy, en Encadenadament Teva
- Cindy, en Bone Daddy
- Maria, en Gunman
- Directora Grace Musso, en L´imperdible Parker Lewis
- Pigfoot Mary, en Caps de la mafia
- Jill Monroe, en Els Àngels de Charlie (serie TV)
- Susan, en Karate Kid
- Lucy Chapman, en Els Subornats
- Maria Goldstein, en Des que vau marxar
- Sissy Wanamaker, en Prêt à Porter
- Jane Mason, en el LlaÇ Sagrat
- Kathy Delise, en Tornar a Casa
- Hermana Stephanie Oskowski, en el Padre Dowling
- Lauren Adler, en Matrimoni de conveniència
- Delia, en Beettlejuice
- Dr. Cori Platt, en El tallador de Gespa 2
- Periodista, en Ginger i Fred
- Susie, en El cap de família
- Lisa Miller, en Filadèlfia
- Clover, en Espies de Veritat
- Michelle, en El color de la nit
- Chona Degnon, en El comandant Callicut

Doblajes realizados para las siguientes empresas:
- DUBBING FILMS
- ESTUDIS ROCA PRODUCCIONS
- INTERNATIONAL SOUNDSTUDIO
- MOVIE MOVIE
- SONOBLOK S.A.